# Michael O'Neill (calciatore)
Michael Andrew Martin O'Neill (Portadown, 5 luglio 1969) è un allenatore di calcio ed ex calciatore nordirlandese, di ruolo centrocampista o attaccante, commissario tecnico della nazionale nordirlandese.

## Carriera

### Giocatore

#### Club
O'Neill giocò nei ruoli di centrocampista e attaccante militando in molte squadre del Regno Unito, tra Irlanda del Nord, Inghilterra e Scozia. Iniziò la carriera in patria nel Chimney Corner, trasferendosi poi al più quotato Coleraine con cui prese parte anche alla Coppa UEFA.
Nel 1987 si trasferì nel Newcastle United, squadra del più competitivo campionato inglese, con cui trascorse due stagioni in First Division, all'epoca massima divisione. In seguito disputò sette campionati consecutivi in Scottish Premier League, massima divisione scozzese, rispettivamente quattro e tre con le maglie di Dundee United e Hibernian.
Nel luglio del 1996 venne acquistato dal Coventry City, club di Premier League, per 500,000 sterline. Con la maglia degli Sky Blues giocò poche partite e venne ceduto due volte in prestito, prima all'Aberdeen e poi al Reading.
Il suo declino lo portò a giocare nel Wigan Athletic, col quale trascorse due stagioni in Second Division, all'epoca terza divisione del calcio inglese. Col Wigan vinse il Football League Trophy nel 1999.
Dopo una breve riapparizione in SPL con la maglia del St. Johnstone, si trasferì negli Stati Uniti unendosi al Portland Timbers appena fondato, col quale prese parte alla USL First Division.
Nel 2001 tornò in Scozia nel Clydebank, squadra di terza divisione che si sciolse poco dopo.
Tornò allora in patria, nella squadra del Glentoran, col quale vinse il campionato nel 2002-2003.
Terminò la carriera del 2004, dopo un ultimo breve periodo in Scozia nelle file dell'Ayr United, in terza divisione scozzese.

#### Nazionale
O'Neill debuttò in Nazionale nordirlandese a 18 anni, precisamente il 17 febbraio 1988 in amichevole contro la Grecia, terminata 3-2 per gli ellenici. Il primo gol lo segnò il 16 aprile 1989 contro Malta, in una partita valida per la qualificazione al campionato del mondo 1990. Nel 1995 segnò una doppietta contro l'Austria in una gara valida per la qualificazione al campionato d'Europa 1996 vinta per 5-3, nella quale colpì anche un palo che gli impedì di realizzare la tripletta personale. L'ultima partita internazionale risale al 5 novembre 1996 contro l'Armenia (1-1), valida per la qualificazione al campionato del mondo 1998.

### Allenatore

#### Brechin City
Iniziò la carriera manageriale come assistente al Cowdenbeath. Fece la sua prima esperienza da allenatore sulla panchina del Brechin City, società di Scottish First Division (seconda divisione). Qui subentrò nell'aprile 2006 all'esonerato Ian Campbell, ma non riuscì ad evitare la retrocessione della squadra. Nella stagione successiva (2006-2007) guidò la squadra al quarto posto in terza divisione mentre nell'annata 2007-2008 concluse al sesto posto, sempre in terza divisione. Ottenne anche due riconoscimenti individuali - Allenatore del mese di terza divisione - sia nel dicembre 2007 che nell'ottobre 2008.

#### Shamrock Rovers
A stagione 2008-2009 in corso lasciò l'incarico in Scozia per approdare in Irlanda alla guida dello Shamrock Rovers (dicembre 2008). Nel campionato irlandese 2009 ha guidato lo Shamrock Rovers al secondo posto, che gli Hoops non raggiungevano da oltre sette anni (stagione 2001-2002). La seconda posizione è valsa la qualificazione ai preliminari di Europa League 2010-2011 nei quali gli irlandesi - dopo aver superato gli israeliani del Bnei Yehuda - sono stati eliminati dalla Juventus. Il 29 ottobre 2010 la sua squadra ha conquistato la vittoria della League of Ireland, evento che non accadeva dal 1994.

#### Irlanda del Nord
Nominato commissario tecnico della nazionale nordirlandese il 28 dicembre 2011, nel febbraio 2012 perse per 3-0 all'esordio contro la Norvegia. Nelle qualificazioni al campionato del mondo 2014 la squadra ottenne un pareggio per 1-1 contro il Portogallo in trasferta e una vittoria casalinga per 1-0 contro la Russia. Tuttavia la squadra è arrivata penultima nel suo girone con 7 punti davanti al Lussemburgo ultimo.
Nonostante gli scarsi risultati conseguiti nelle qualificazioni a Brasile 2014, nel novembre 2013 O'Neill prolungò il contratto per altri due anni con la Nazionale nordirlandese. Vincendo per 3-1 contro la Grecia a Windsor Park, l'8 ottobre 2015 la nazionale di O'Neill ha vinto il proprio girone e raggiunto una storica qualificazione alla fase finale di Euro 2016, la prima ad un grande torneo per l'Irlanda del Nord dopo 30 anni. Nel girone di qualificazione la squadra è arrivata prima con 21 punti davanti alla Romania seconda con 20. Per via di questo grande risultato il 16 marzo 2016 ha rinnovato il suo contratto fino al 2020. Nel torneo la selezione arriva terza nel girone dietro alla Germania e alla Polonia (avendo perso 1-0 con entrambe), ma, in virtù della sorprendente vittoria per 2-0 contro l'Ucraina, si è qualificata tra le migliori terze; agli ottavi la squadra è stava eliminato dal Galles per via di un autogal di Gareth McAuley al 75º.
Nelle qualificazioni ai Mondiali 2018 il cammino è più ostico per i nordirlandesi, rispetto a quello verso Euro 2016, in quanto essi vengono sorteggiati nel gruppo C insieme alla Germania campione del mondo in carica, la Repubblica Ceca e la Norvegia (oltre alle più deboli Azerbaigian e San Marino). Nonostante gli sfavori iniziali del pronostico, la squadra riesce a destreggiarsi perfettamente durante le gare del gruppo ottenendo 12 punti su 12 con Azerbaigian e San Marino, 3 punti con la Norvegia e 4 con la Repubblica Ceca, compensando così agli 0 punti ottenuti nel doppio scontro con la Germania, mostrandosi anche molto solida dal punto di vista difensivo (solo 6 i goal subiti in 10 gare, di cui 5 dalla Germania). Tuttavia la certezza della qualificazione ai playoffs arriva solamente all'ultima giornata in quanto, nonostante la sconfitta per 1-0 contro la Norvegia, la squadra è sì arrivata seconda con 19 punti, ma rischiava di essere una delle peggiori seconde, cosa che non è avvenuta per via del pareggio della Scozia per 2-2 in casa della Slovenia. Nei playoffs la squadra è in seconda fascia e pesca la Svizzera. I due scontri con gli elvetici si rivelano equilibrati nel punteggio (nonostante il pallino del gioco sia costantemente nelle mani dei più forti svizzeri), ma l'Irlanda del Nord si deve arrendere a causa di un rigore dubbio assegnato agli elvetici all'andata poi segnato da Ricardo Rodríguez che si rivela decisivo per l'1-0 finale a Belfast; al ritorno la partita finisce 0-0, ma al 91º Jonny Evans (sfruttando un'errata uscita del portiere elvetico Yann Sommer) ha avuto l'occasione per portare la sfida ai supplementari di testa, ma lo stesso Rodríguez.che aveva segnato all'andata ha salvato il pallone sulla linea, qualificando i rossocrociati ai Mondiali in Russia a scapito dei nordirlandesi
Dopo avere rifiutato un'offerta nel gennaio 2018 da parte della Scozia, il 9 febbraio prolunga il proprio contratto con la nazionale nordirlandese per altri 4 anni (la scadenza iniziale era datata 2020).. O'Neill si dimette da allenatore dell'Irlanda del Nord il 22 aprile.

#### Stoke City
O'Neill è stato nominato manager del club dell'Football League Championship, lo Stoke City l'8 novembre 2019.

## Statistiche

### Cronologia presenze e reti in nazionale
| Cronologia completa delle presenze e delle reti in nazionale ― Polonia | Cronologia completa delle presenze e delle reti in nazionale ― Polonia | Cronologia completa delle presenze e delle reti in nazionale ― Polonia | Cronologia completa delle presenze e delle reti in nazionale ― Polonia | Cronologia completa delle presenze e delle reti in nazionale ― Polonia | Cronologia completa delle presenze e delle reti in nazionale ― Polonia | Cronologia completa delle presenze e delle reti in nazionale ― Polonia | Cronologia completa delle presenze e delle reti in nazionale ― Polonia |
| Data                                                                   | Città                                                                  | In casa                                                                | Risultato                                                              | Ospiti                                                                 | Competizione                                                           | Reti                                                                   | Note                                                                   |
| ---------------------------------------------------------------------- | ---------------------------------------------------------------------- | ---------------------------------------------------------------------- | ---------------------------------------------------------------------- | ---------------------------------------------------------------------- | ---------------------------------------------------------------------- | ---------------------------------------------------------------------- | ---------------------------------------------------------------------- |
| 17-2-1988                                                              | Amarousio                                                              | Grecia                                                                 | 3 – 2                                                                  | Irlanda del Nord                                                       | Amichevole                                                             | -                                                                      | 46’                                                                    |
| 23-3-1988                                                              | Belfast                                                                | Irlanda del Nord                                                       | 1 – 1                                                                  | Polonia                                                                | Amichevole                                                             | -                                                                      | 60’                                                                    |
| 27-4-1988                                                              | Belfast                                                                | Irlanda del Nord                                                       | 0 – 0                                                                  | Francia                                                                | Amichevole                                                             | -                                                                      |                                                                        |
| 21-5-1988                                                              | Belfast                                                                | Irlanda del Nord                                                       | 3 – 0                                                                  | Malta                                                                  | Qual. Mondiali 1990                                                    | -                                                                      |                                                                        |
| 14-9-1988                                                              | Belfast                                                                | Irlanda del Nord                                                       | 0 – 0                                                                  | Irlanda                                                                | Qual. Mondiali 1990                                                    | -                                                                      |                                                                        |
| 19-10-1988                                                             | Budapest                                                               | Ungheria                                                               | 1 – 0                                                                  | Irlanda del Nord                                                       | Qual. Mondiali 1990                                                    | -                                                                      | 58’                                                                    |
| 21-12-1988                                                             | Siviglia                                                               | Spagna                                                                 | 4 – 0                                                                  | Irlanda del Nord                                                       | Qual. Mondiali 1990                                                    | -                                                                      | 72’                                                                    |
| 8-2-1989                                                               | Belfast                                                                | Irlanda del Nord                                                       | 0 – 2                                                                  | Spagna                                                                 | Qual. Mondiali 1990                                                    | -                                                                      | 63’                                                                    |
| 26-4-1989                                                              | Ta' Qali                                                               | Malta                                                                  | 1 – 2                                                                  | Irlanda del Nord                                                       | Qual. Mondiali 1990                                                    | 1                                                                      | 70’                                                                    |
| 26-5-1989                                                              | Belfast                                                                | Irlanda del Nord                                                       | 0 – 1                                                                  | Cile                                                                   | Amichevole                                                             | -                                                                      | Ammonizione                                                            |
| 6-9-1989                                                               | Belfast                                                                | Irlanda del Nord                                                       | 1 – 2                                                                  | Ungheria                                                               | Qual. Mondiali 1990                                                    | -                                                                      | 64’                                                                    |
| 11-10-1989                                                             | Dublino                                                                | Irlanda                                                                | 3 – 0                                                                  | Irlanda del Nord                                                       | Qual. Mondiali 1990                                                    | -                                                                      | 79’                                                                    |
| 5-2-1991                                                               | Belfast                                                                | Irlanda del Nord                                                       | 3 – 1                                                                  | Polonia                                                                | Amichevole                                                             | -                                                                      |                                                                        |
| 5-10-1991                                                              | Landskrona                                                             | Fær Øer                                                                | 0 – 5                                                                  | Irlanda del Nord                                                       | Qual. Euro 1992                                                        | -                                                                      | 70’                                                                    |
| 19-2-1992                                                              | Glasgow                                                                | Scozia                                                                 | 1 – 0                                                                  | Irlanda del Nord                                                       | Amichevole                                                             | -                                                                      | 81’                                                                    |
| 2-6-1992                                                               | Brema                                                                  | Germania                                                               | 1 – 1                                                                  | Irlanda del Nord                                                       | Amichevole                                                             | -                                                                      | 87’                                                                    |
| 9-9-1992                                                               | Belfast                                                                | Irlanda del Nord                                                       | 3 – 0                                                                  | Albania                                                                | Qual. Mondiali 1994                                                    | -                                                                      | 78’                                                                    |
| 17-2-1993                                                              | Tirana                                                                 | Albania                                                                | 1 – 2                                                                  | Irlanda del Nord                                                       | Qual. Mondiali 1994                                                    | -                                                                      |                                                                        |
| 31-3-1993                                                              | Dublino                                                                | Irlanda                                                                | 3 – 0                                                                  | Irlanda del Nord                                                       | Qual. Mondiali 1994                                                    | -                                                                      | 74’                                                                    |
| 28-4-1993                                                              | Siviglia                                                               | Spagna                                                                 | 3 – 1                                                                  | Irlanda del Nord                                                       | Qual. Mondiali 1994                                                    | -                                                                      | 73’                                                                    |
| 25-5-1993                                                              | Vilnius                                                                | Lituania                                                               | 0 – 1                                                                  | Irlanda del Nord                                                       | Qual. Mondiali 1994                                                    | -                                                                      |                                                                        |
| 2-6-1993                                                               | Riga                                                                   | Lettonia                                                               | 1 – 2                                                                  | Irlanda del Nord                                                       | Qual. Mondiali 1994                                                    | -                                                                      | 47’ 86’                                                                |
| 20-4-1994                                                              | Belfast                                                                | Irlanda del Nord                                                       | 4 – 1                                                                  | Liechtenstein                                                          | Qual. Euro 1996                                                        | -                                                                      | 81’                                                                    |
| 12-10-1994                                                             | Vienna                                                                 | Austria                                                                | 1 – 2                                                                  | Irlanda del Nord                                                       | Qual. Euro 1996                                                        | -                                                                      | 56’                                                                    |
| 16-11-1994                                                             | Belfast                                                                | Irlanda del Nord                                                       | 0 – 4                                                                  | Irlanda                                                                | Qual. Euro 1996                                                        | -                                                                      | 46’                                                                    |
| 11-10-1995                                                             | Eschen                                                                 | Liechtenstein                                                          | 0 – 4                                                                  | Irlanda del Nord                                                       | Qual. Euro 1996                                                        | 1                                                                      | 74’                                                                    |
| 15-11-1995                                                             | Belfast                                                                | Irlanda del Nord                                                       | 5 – 3                                                                  | Austria                                                                | Qual. Euro 1996                                                        | 2                                                                      |                                                                        |
| 27-3-1996                                                              | Belfast                                                                | Irlanda del Nord                                                       | 0 – 2                                                                  | Norvegia                                                               | Amichevole                                                             | -                                                                      | 62’                                                                    |
| 24-4-1996                                                              | Belfast                                                                | Irlanda del Nord                                                       | 1 – 2                                                                  | Svezia                                                                 | Amichevole                                                             | -                                                                      | 65’                                                                    |
| 31-8-1996                                                              | Belfast                                                                | Irlanda del Nord                                                       | 0 – 1                                                                  | Ucraina                                                                | Qual. Mondiali 1998                                                    | -                                                                      | 51’ 78’                                                                |
| 5-10-1996                                                              | Belfast                                                                | Irlanda del Nord                                                       | 1 – 1                                                                  | Armenia                                                                | Qual. Mondiali 1998                                                    | -                                                                      | 78’                                                                    |
| Totale                                                                 |                                                                        | Presenze                                                               | 31                                                                     |                                                                        | Reti                                                                   | 4                                                                      |                                                                        |

### Statistiche da allenatore
Statistiche aggiornate al 25 agosto 2022.
| Stagione               | Squadra                | Campionato             | Campionato | Campionato | Campionato | Campionato | Coppe nazionali | Coppe nazionali | Coppe nazionali | Coppe nazionali | Coppe nazionali | Coppe continentali | Coppe continentali | Coppe continentali | Coppe continentali | Coppe continentali | Altre coppe | Altre coppe | Altre coppe | Altre coppe | Altre coppe | Totale | Totale | Totale | Totale | % Vittorie | Piazzamento |
| Stagione               | Squadra                | Comp                   | G          | V          | N          | P          | Comp            | G               | V               | N               | P               | Comp               | G                  | V                  | N                  | P                  | Comp        | G           | V           | N           | P           | G      | V      | N      | P      | %          | Piazzamento |
| ---------------------- | ---------------------- | ---------------------- | ---------- | ---------- | ---------- | ---------- | --------------- | --------------- | --------------- | --------------- | --------------- | ------------------ | ------------------ | ------------------ | ------------------ | ------------------ | ----------- | ----------- | ----------- | ----------- | ----------- | ------ | ------ | ------ | ------ | ---------- | ----------- |
| apr.-giu. 2006         | Brechin City           | SFD                    | 5          | 1          | 2          | 2          | SC+CdL          | -               | -               | -               | -               | -                  | -                  | -                  | -                  | -                  | -           | -           | -           | -           | -           | 5      | 1      | 2      | 2      | 20,00      | Sub. 10º    |
| 2006-2007              | Brechin City           | SSD                    | 36         | 18         | 6          | 12         | SC+CdL          | 5+2             | 2+1             | 2+0             | 1+1             | -                  | -                  | -                  | -                  | -                  | SCC         | 1           | 0           | 0           | 1           | 44     | 21     | 8      | 15     | 47,73      | 4º          |
| 2007-2008              | Brechin City           | SSD                    | 36         | 13         | 13         | 10         | SC+CdL          | 4+1             | 1+0             | 3+0             | 0+1             | -                  | -                  | -                  | -                  | -                  | SCC         | 3           | 1           | 1           | 1           | 44     | 15     | 17     | 12     | 34,09      | 6º          |
| ago.-dic. 2008         | Brechin City           | SSD                    | 15         | 9          | 5          | 1          | SC+CdL          | 1+2             | 1+1             | 0+0             | 0+1             | -                  | -                  | -                  | -                  | -                  | SCC         | 1           | 0           | 0           | 1           | 19     | 11     | 5      | 3      | 57,89      | Dimis.      |
| Totale Brechin City    | Totale Brechin City    | Totale Brechin City    | 92         | 41         | 26         | 25         |                 | 15              | 6               | 5               | 4               |                    | -                  | -                  | -                  | -                  |             | 5           | 1           | 1           | 3           | 112    | 48     | 32     | 32     | 42,86      |             |
| 2009                   | Shamrock Rovers        | PD                     | 36         | 21         | 10         | 5          | FAICup+LoI      | 5+3             | 2+2             | 2+0             | 1+1             | -                  | -                  | -                  | -                  | -                  | -           | -           | -           | -           | -           | 44     | 25     | 12     | 7      | 56,82      | 2º          |
| 2010                   | Shamrock Rovers        | PD                     | 36         | 19         | 10         | 7          | FAICup+LoI      | 6+3             | 4+2             | 1+0             | 1+1             | UEL                | 4                  | 1                  | 1                  | 2                  | LSCup       | 2           | 1           | 0           | 1           | 51     | 27     | 12     | 12     | 52,94      | 1º          |
| 2011                   | Shamrock Rovers        | PD                     | 36         | 23         | 8          | 5          | FAICup+LoI      | 4+1             | 2+0             | 1+0             | 1+1             | UCL+UEL            | 4+8                | 1+1                | 1+1                | 2+6                | LSCup+SSCup | 2+5         | 1+5         | 0+0         | 1+0         | 60     | 33     | 11     | 16     | 55,00      | 1º          |
| Totale Shamrock Rovers | Totale Shamrock Rovers | Totale Shamrock Rovers | 108        | 63         | 28         | 17         |                 | 22              | 12              | 4               | 6               |                    | 16                 | 3                  | 3                  | 10                 |             | 9           | 7           | 0           | 2           | 155    | 85     | 35     | 35     | 54,84      |             |
| nov. 2019-2020         | Stoke City             | FLC                    | 33         | 14         | 6          | 11         | FACup+CdL       | 1+0             | 0               | 0               | 1               | -                  | -                  | -                  | -                  | -                  | -           | -           | -           | -           | -           | 34     | 14     | 6      | 12     | 41,18      | Sub. 15º    |
| 2020-2021              | Stoke City             | FLC                    | 46         | 15         | 15         | 16         | FACup+CdL       | 1+5             | 0+3             | 0+1             | 1+1             | -                  | -                  | -                  | -                  | -                  | -           | -           | -           | -           | -           | 52     | 18     | 16     | 18     | 34,62      | 14º         |
| 2021-2022              | Stoke City             | FLC                    | 46         | 17         | 11         | 18         | FACup+CdL       | 3+4             | 2+3             | 0+0             | 1+1             | -                  | -                  | -                  | -                  | -                  | -           | -           | -           | -           | -           | 53     | 22     | 11     | 20     | 41,51      | 14º         |
| lug.-ago. 2022         | Stoke City             | FLC                    | 5          | 1          | 1          | 3          | FACup+CdL       | 0+1             | 0               | 0               | 0+1             | -                  | -                  | -                  | -                  | -                  | -           | -           | -           | -           | -           | 6      | 1      | 1      | 4      | 16,67      | Eson.       |
| Totale Stoke City      | Totale Stoke City      | Totale Stoke City      | 125        | 46         | 32         | 45         |                 | 14              | 8               | 1               | 5               |                    | -                  | -                  | -                  | -                  |             | -           | -           | -           | -           | 145    | 55     | 34     | 54     | 37,93      |             |
| Totale carriera        | Totale carriera        | Totale carriera        | 323        | 150        | 86         | 87         |                 | 51              | 26              | 10              | 15              |                    | 16                 | 3                  | 3                  | 10                 |             | 14          | 8           | 1           | 5           | 404    | 187    | 100    | 117    | 46,29      |             |

#### Nazionale
Statistiche aggiornate al 19 novembre 2024.
| Squadra          | Naz                         | dal              | al             | Record | Record | Record | Record     | Record | Record | Record | Record |
| G                | V                           | N                | P              | GF     | GS     | DR     | % Vittorie |        |        |        |        |
| ---------------- | --------------------------- | ---------------- | -------------- | ------ | ------ | ------ | ---------- | ------ | ------ | ------ | ------ |
| Irlanda del Nord | Irlanda del Nord (bandiera) | 28 dicembre 2011 | 22 aprile 2020 | 72     | 26     | 18     | 28         | 75     | 83     | −8     | 36,11  |
| Irlanda del Nord | Irlanda del Nord (bandiera) | 7 dicembre 2022  | in corso       | 20     | 8      | 3      | 9          | 25     | 22     | +3     | 40,00  |
| Totale           | Totale                      | Totale           | Totale         | 92     | 34     | 21     | 37         | 100    | 105    | −5     | 36,96  |

## Palmarès

### Giocatore
- Campionato nordirlandese: 1

Glentoran: 2002-2003
- Football League Trophy: 1

Wigan: 1998-1999

### Allenatore
- Campionato irlandese: 2

Shamrock Rovers: 2010, 2011
- Setanta Sports Cup: 1

Shamrock Rovers: 2011